# تساپاریچ
تساپاریچ (به صربی: Caparić) یک روستا در صربستان است که در ناحیه ماچوا واقع شده‌است.